# Catena (edilizia)

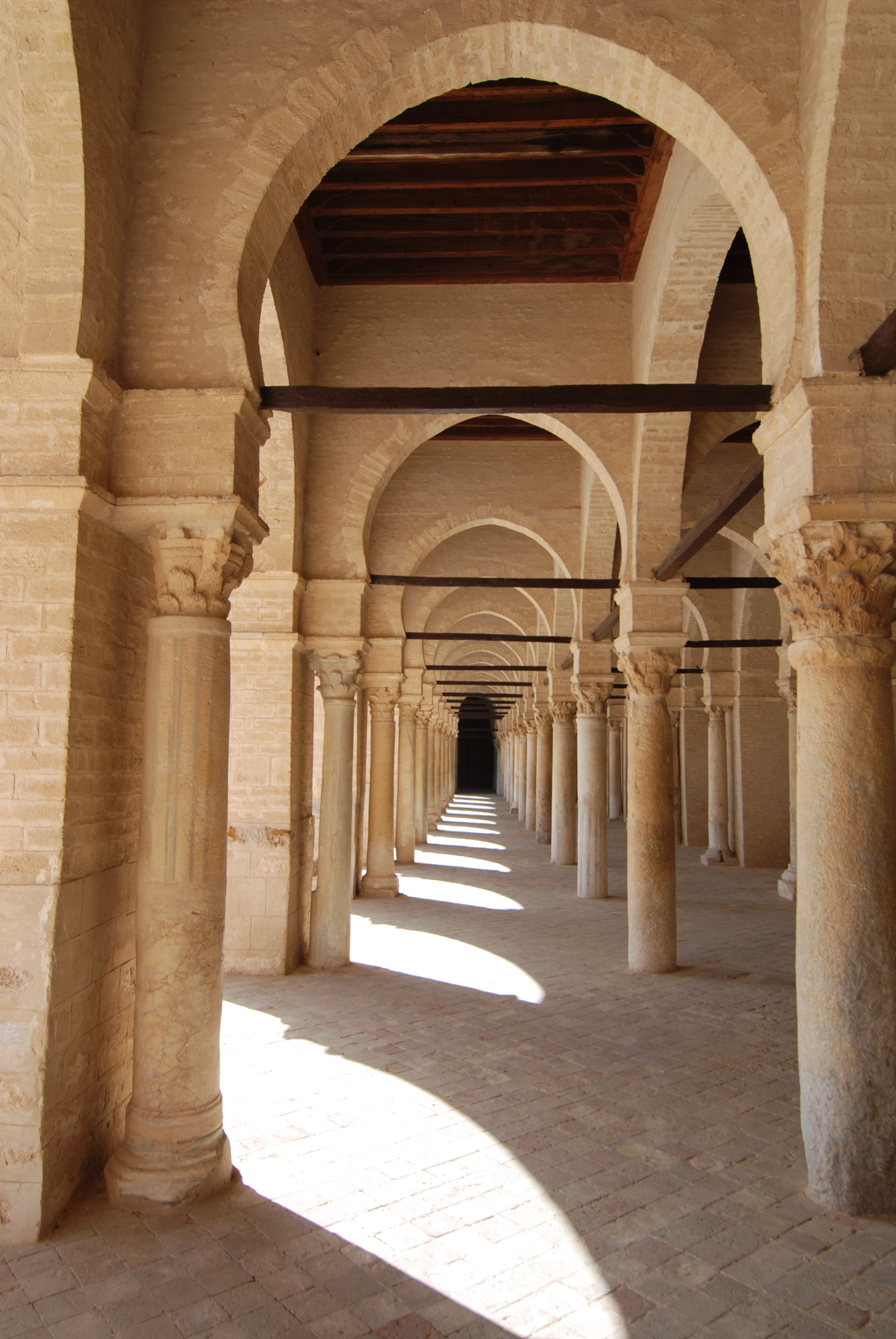
Catena in un arco

La catena è un elemento strutturale di un materiale resistente a trazione. È il sistema di consolidamento più semplice ed antico che ancora oggi risulta essere il migliore, ha notevoli vantaggi e la sua installazione può essere reversibile. Si utilizzano materiali come il ferro, l'acciaio o il legno. Può essere utilizzato sia durante la costruzione, ma anche durante un consolidamento della struttura. Consiste in una barra metallica che attraversa l'edificio (in genere in prossimità o in corrispondenza dei solai) ed evita fenomeni di spanciamento, in particolare in presenza di strutture spingenti (per esempio volte ed archi). La catena viene ancorata alle pareti tramite il capochiave.
Inoltre, per catena si intende l'elemento orizzontale della capriata.

## Analisi

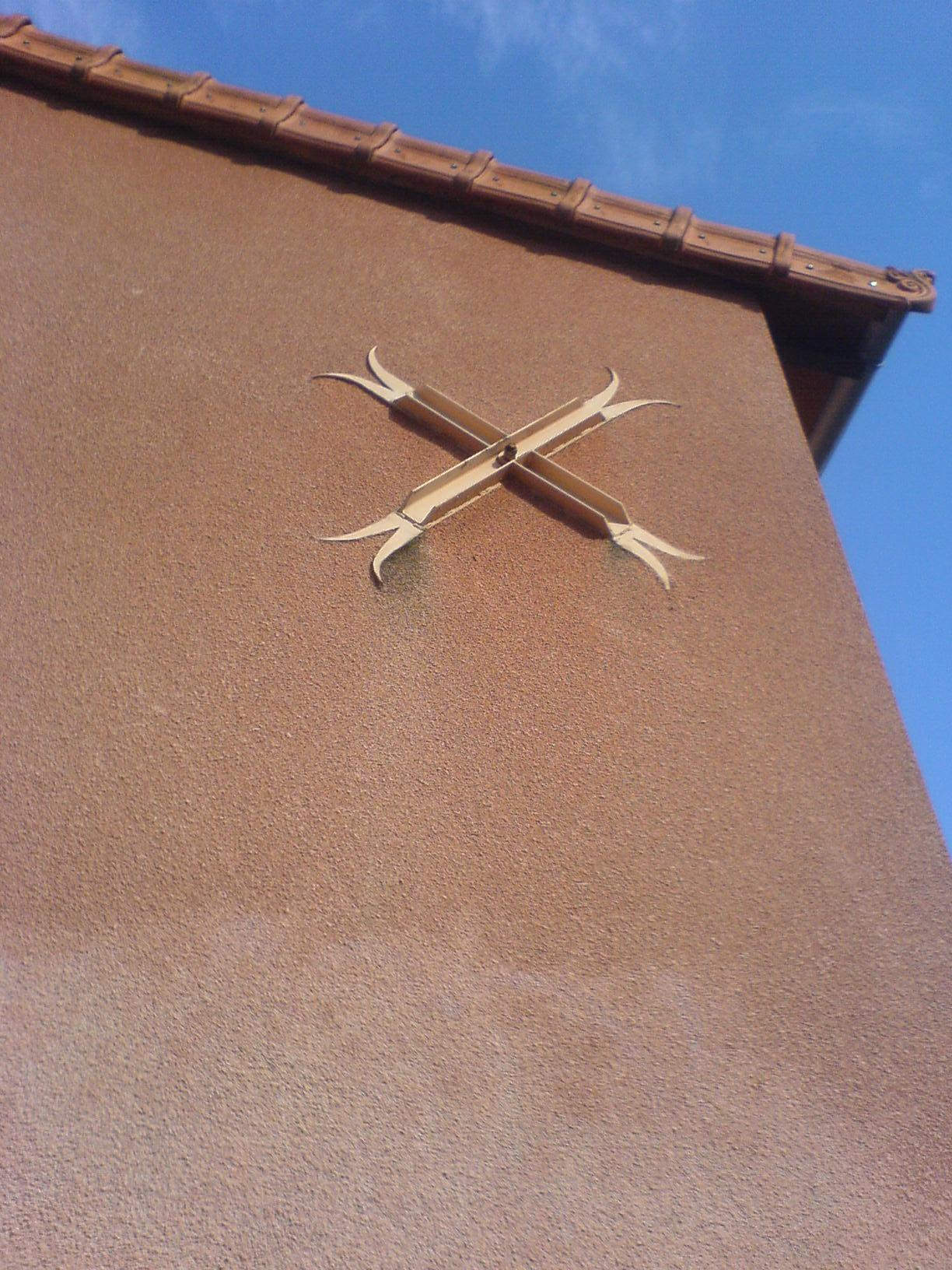
Bolzone o capochiave

Esistono varie tecniche per stimare il tiro delle catene esistenti, distinguibili principalmente in tecniche statiche, dinamiche o ibride. Le tecniche statiche sono costituite dall'applicazione di un carico sulla catena e dalla misura della deformazione che questo provoca; le dinamiche invece richiedono la misura delle frequenze naturali di vibrazione e/o della deformata modale della catena, misura solitamente ottenuta tramite accelerometri; le tecniche ibride, infine, richiedono misure sia di deformazione che di vibrazione. L'utilizzo dei dati ricavati dalle misure è reso possibile dall'esistenza di relazioni matematiche che legano la deformazione o le caratteristiche dinamiche della catena al suo tiro.

## Murature
Vengono generalmente poste per aumentare la sicurezza al collasso dei collegamenti tra le murature. Nelle murature l'opposizione delle catene va a migliorare lo schema resistente globale, si forma un sistema monolitico tra i vincoli e le murature ortogonali, molto efficaci contro il ribaltamento fuori dal piano. Queste si inseriscono in fase di costruzione nella muratura, oppure possono essere messe successivamente vicine alle pareti stesse.
Le catene orizzontali non si devono mettere quando la muratura è già soggetta allo schiacciamento. Più sicura è l'inserimento di catene orizzontali pretese, che collegano i muri di spina con i muri di facciata, per aumentarne l'ammorsamento. I bolzoni delle catene devono essere rigidi, se possibili dotati di vite per regolare il tiro.

### Sistema Morandi
Deriva il suo nome dall'ingegnere italiano Riccardo Morandi. Per le murature non eccessivamente compresse, ma che tuttavia sono soggette a flessione, si possono usare tiranti pre-sollecitati, che vengono posizionati sia in orizzontale che verticale. Questi creano un effetto di precompressione che sposta il punto dello stato di sollecitazione all'interno del dominio di resistenza. Tuttavia si deve tener conto e quindi fare attenzione al controllo delle sollecitazioni indotte sulle murature.

## Archi e strutture voltate

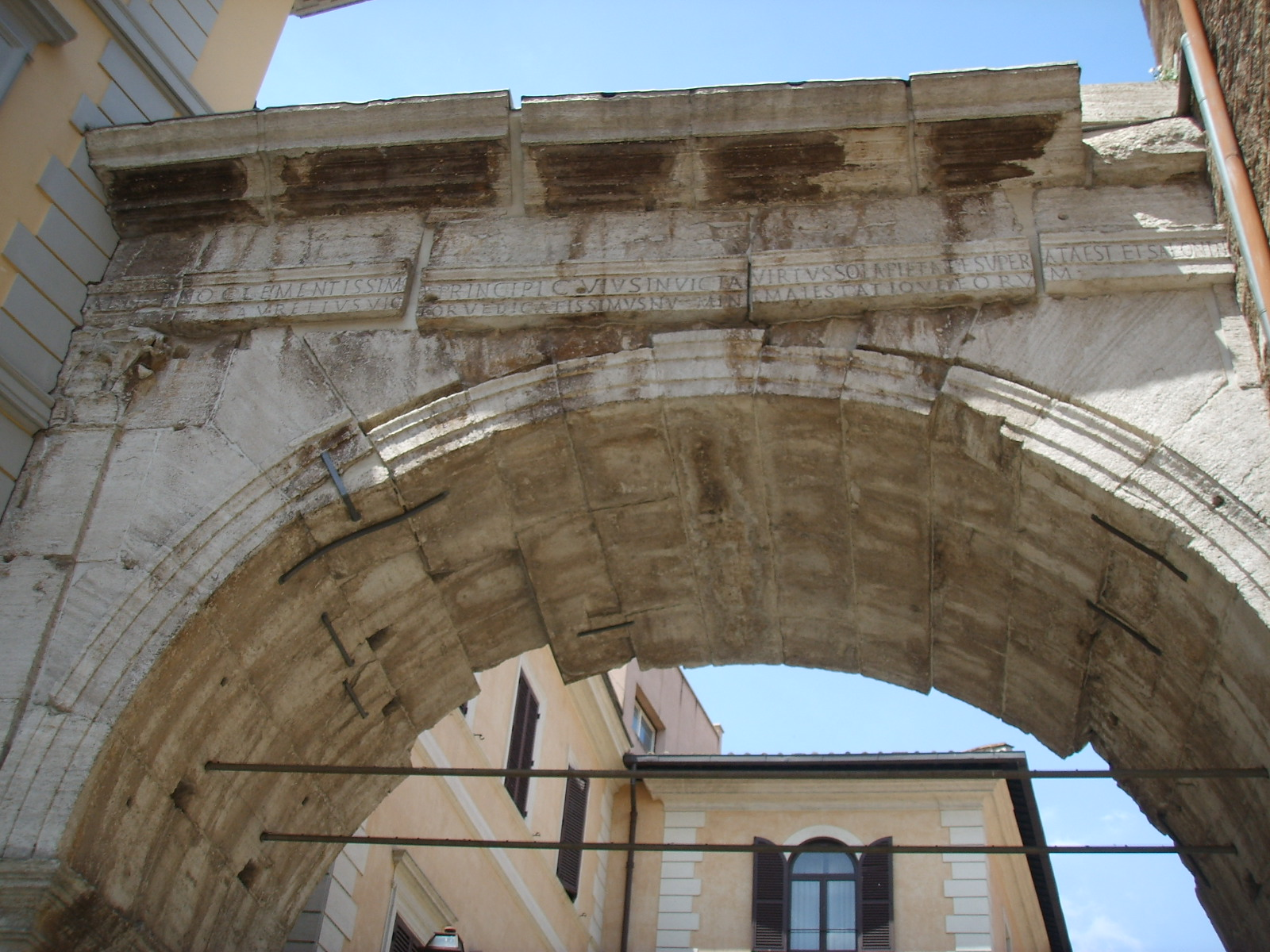
Arco di Gallieno con doppia catena

Uno degli usi tradizionali delle catene è quello di contrasto alle spinte verso l'esterno esercitate dalle strutture ad arco o a volta. Per la propria forma, infatti, gli archi e le volte trasmettono una forza orizzontale alle strutture che li supportano (come piedritti o pilastri), che in assenza di catene richiede spesso di essere equilibrata da sostegni esterni come contrafforti o archi rampanti.
Inserire una catena alla base di un arco permette di eliminare questa spinta, che viene completamente assorbita dall'elemento metallico che si tende per resistere alle forze orizzontali. Il posizionamento della catena, così come la scelta delle sue dimensioni e di quelle dei capochiave (o bolzoni) deriva da uno studio dell'andamento delle forze all'interno dell'arco, e dipende quindi in buona parte anche dal carico che l'arco deve sopportare, e dalla sua distribuzione.
Un esempio interessante di uso non tradizionale di catene è quello del ponte Alvert-Louppe a Plougastel, in Francia, ad opera dell'ingegnere Eugène Freyssinet. Il ponte, supportato da una serie di archi ribassati in cemento armato, è stato costruito facendo galleggiare le strutture provvisorie di supporto nell'alveo del fiume. Queste strutture, anch'esse ad arco, dovevano necessariamente essere dotate di catene, essendo galleggianti e non avendo quindi alcun sostegno laterale. Sono quindi un ottimo esempio del totale annullamento delle forze laterali che comporta l'inserimento di una catena.